# L'Hort Nou (Vilamolat de Mur)
L'Hort Nou és un antic hort, ara en molta part abandonat, del municipi de Castell de Mur, al Pallars Jussà, a l'antic terme de Mur, en terres del poble de Vilamolat de Mur.
Està situat a la dreta del barranc de l'Hort Nou, al sud-est del Vedat de la Solana, a l'esquerra del barranc de Rius. És al nord-est de la Quadra. Al seu nord-est hi ha la Font Nova, i al sud-est, la Fontfreda.